# FC Utrecht

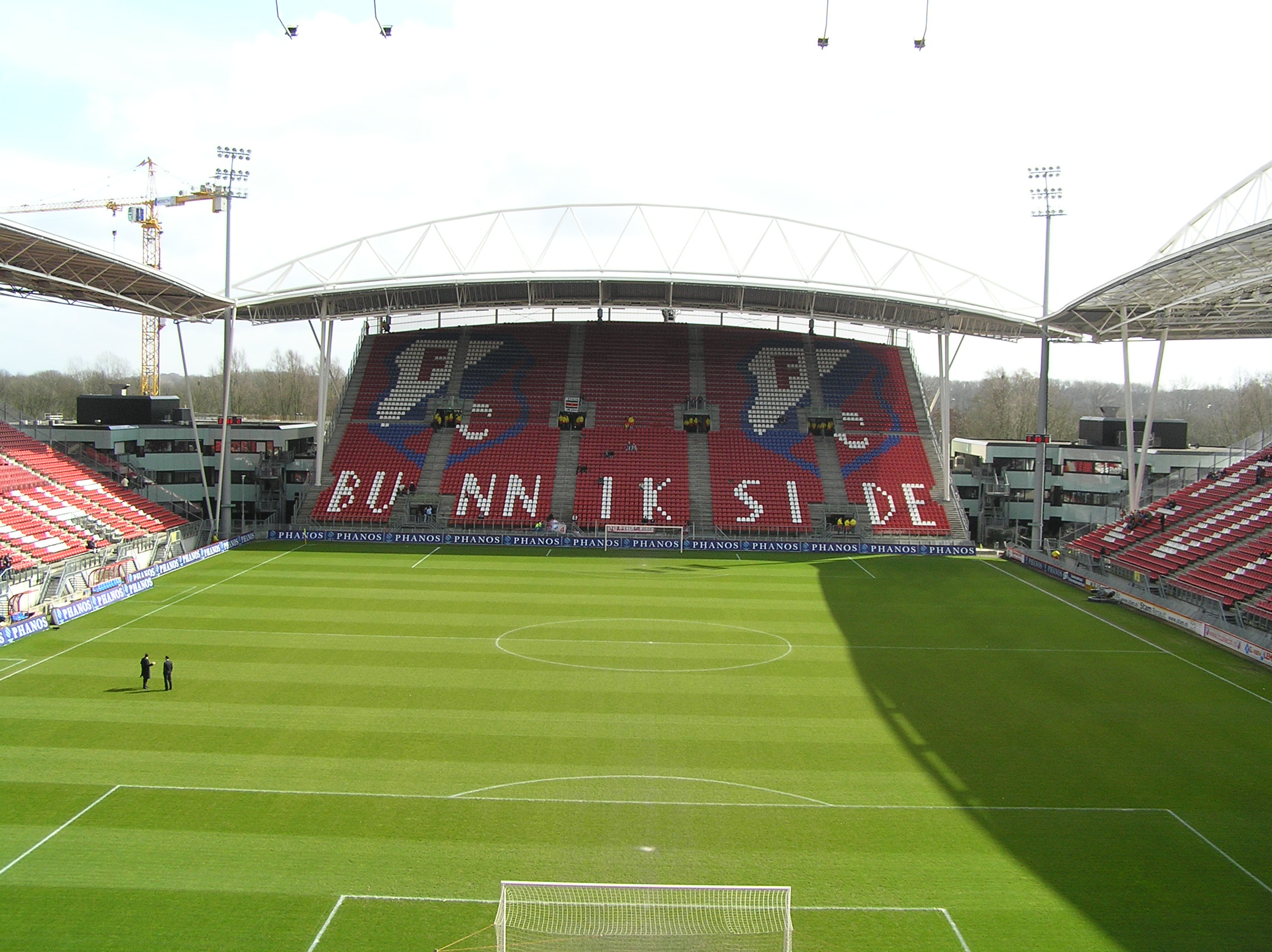

FC Utrecht (Football Club Utrecht) je klub nizozemské Eredivisie, sídlící v Utrechtu. Klub FC Utrecht vznikl roku 1970 sloučením tří klubů z Utrechtu (DOS, Elinkwijk a Velox). Klub hraje na Stadionu Galgenwaard s kapacitou 24 426 diváků. Klub jednou vyhrál nizozemskou Eredivisie a to v roce 1958 (jako DOS Utrecht) a třikrát nizozemský fotbalový pohár.